# 5390 Huichiming
5390 Huichiming eller 1981 YO1 är en asteroid i huvudbältet som upptäcktes den 19 december 1981 av Purple Mountain-observatoriet i Nanjing, Kina. Den är uppkallad efter Hui Chi Ming.
Asteroiden har en diameter på ungefär 3 kilometer och den tillhör asteroidgruppen Hungaria.